# Golden Gala Pietro Mennea 2025
Il Golden Gala Pietro Mennea 2025 è stata la 45ª edizione dell'annuale meeting di atletica leggera, quinta tappa del circuito Diamond League 2025. Le competizioni hanno avuto luogo presso lo stadio Olimpico di Roma il 6 giugno 2025.

## Programma[1][2]
| # | Orario | Specialità         |
| - | ------ | ------------------ |
| 1 | 21:01  | Salto in alto      |
| 2 | 21:16  | 1500 metri piani   |
| 3 | 21:27  | Getto del peso     |
| 4 | 21:35  | Salto in lungo     |
| 5 | 21:59  | 400 metri piani    |
| 6 | 22:27  | 110 metri ostacoli |
| 7 | 22:38  | 100 metri piani    |

| # | Orario | Specialità         |
| - | ------ | ------------------ |
| 1 | 19:15  | Salto con l'asta   |
| 2 | 19:30  | Lancio del disco   |
| 3 | 19:48  | Salto triplo       |
| 4 | 21:04  | 400 metri ostacoli |
| 5 | 21:31  | 5000 metri piani   |
| 6 | 22:13  | 200 metri piani    |
| 7 | 22:49  | 1500 metri piani   |

     Specialità valide per la Diamond League

## Risultati
Di seguito i primi tre classificati di ogni specialità.

### Uomini
| Specialità     | 1º classificato | Prestazione  | 2º classificato   | Prestazione  | 3º classificato     | Prestazione |
| 100 m          | Trayvon Bromell | 9"84         | Emmanuel Eseme    | 9"99         | Ferdinand Omanyala  | 10"01       |
| 400 m          | Quincy Hall     | 44"22        | Zakithi Nene      | 44"23        | Busang Kebinatshipi | 44"51       |
| 1500 m         | Azeddine Habz   | 3'29"72      | Timothy Cheruiyot | 3'29"75      | Anass Essayi        | 3'30"74     |
| 110 m hs       | Jason Joseph    | 11"13 (.131) | Cordell Tinch     | 11"13 (.134) | Dylan Beard         | 13"28       |
| Salto in lungo | Liam Adcock     | 8,34 m       | Mattia Furlani    | 8,13 m       | Miltiadis Tentoglou | 8,10 m      |
| Salto in alto  | Woo Sang-hyeok  | 2,32 m       | Oleh Doroshchuk   | 2,30 m       | Romaine Beckford    | 2,26 m      |
| Getto del peso | Tom Walsh       | 21,89 m      | Zane Weir         | 21,67 m      | Rajindra Campbell   | 21,64 m     |

     Prestazione che stabilisce il nuovo record del meeting.

### Donne
| Specialità       | 1º classificato   | Prestazione | 2º classificato         | Prestazione | 3º classificato     | Prestazione |
| 200 m            | Anavia Battle     | 22"53       | Amy Hunt                | 22"67       | Marie Josée Ta Lou  | 22"75       |
| 1500 m           | Sarah Healy       | 3'59"17     | Sarah Billings          | 3'59"23     | Abbey Caldwell      | 3'59"32     |
| 5000 m           | Beatrice Chebet   | 14'03"69    | Freweyni Hailu          | 14'19"33    | Nadia Battocletti   | 14'23"15    |
| 400 m hs         | Andrenette Knight | 53"67       | Ayomide Folorunso       | 54"21       | Rushell Clayton     | 54"31       |
| Salto triplo     | Shanieka Ricketts | 14,64 m     | Leyanis Pérez Hernández | 14,46 m     | Thea LaFond         | 14,30 m     |
| Salto con l'asta | Sandi Morris      | 4,80 m      | Roberta Bruni           | 4,65 m      | -                   | -           |
| Salto con l'asta | Sandi Morris      | 4,80 m      | Gabriela Leon           | 4,65 m      | -                   | -           |
| Lancio del disco | Valarie Allman    | 69,21 m     | Yaime Perez             | 66,63 m     | Jorinde van Klinken | 65,77 m     |

     Prestazione che stabilisce il nuovo record del meeting.